# Midshipman Easy (1935)
Midshipman Easy is een Britse avonturenfilm uit 1935 en was het regiedebuut van Carol Reed. Destijds werd de film in Nederland uitgebracht onder de titel Adelborst Easy.

## Verhaal
Een jongeman loopt weg van huis en sluit zich aan bij de zeemacht. Hij redt een geschaakte vrouw van een Spaans schip en neemt het op tegen soldaten en smokkelaars.

## Rolverdeling
| Acteur              | Personage         |
| ------------------- | ----------------- |
| Hughie Green        | Adelborst Easy    |
| Margaret Lockwood   | Donna Agnes       |
| Harry Tate          | Mijnheer Biggs    |
| Robert Adams        | Mesty             |
| Roger Livesey       | Kapitein Wilson   |
| Dennis Wyndham      | Don Silvio        |
| Lewis Casson        | Mijnheer Easy     |
| Tom Gill            | Gascoine          |
| Frederick Burtwell  | Mijnheer Easthupp |
| Desmond Tester      | Gossett           |
| Dorothy Holmes-Gore | Mevrouw Easy      |